# Geo Goidaci

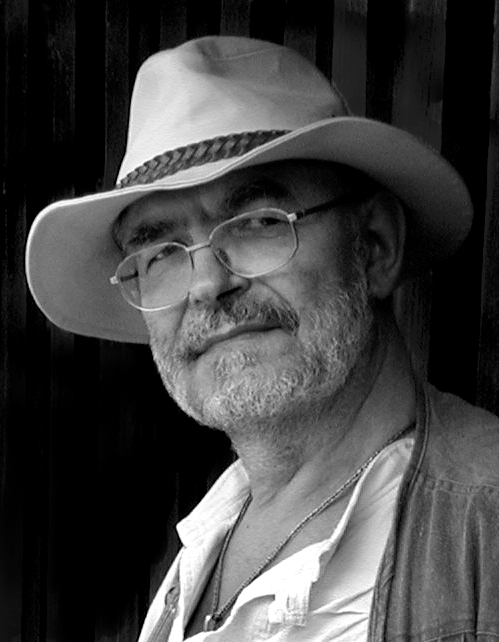
Geo Goidaci

Geo Goidaci (* 14. März 1947 in Iojib, Rumänien als Gheorghe Goidaci) ist ein
deutscher Bildhauer, Medienkünstler und Kunstpädagoge rumänischer Herkunft.

## Leben
Geo Goidaci stammt aus einer Handwerkerfamilie. Sein Vater, Großvater und Urgroßvater übten alle den Beruf des Fassbinders aus und prägten so seine Vorliebe für Holz und runde Formen. Früh entdeckte man sein künstlerisches Talent und schickte ihn auf das Kunstgymnasium Liceul de arte Romulus Ladea in Klausenburg, wo er Zeichnen, Malen und Modellieren lernte. Nach dem Abitur studierte er von 1966 bis 1972 Bildhauerei und Kunsterziehung an der Kunstakademie „Ion Andreescu“ in Klausenburg und arbeitete nach dem Studium von 1972 bis 1984 als Fachlehrer für Bildhauerei und räumliche Gestaltung am Kunstgymnasium Liceul de Arte Plastice, Temeswar.
Die Beschränkungen des Ceausescu-Regimes bewogen ihn dazu, 1984 nach Deutschland auszuwandern. Zunächst arbeitete er als Steinbildhauer in Altötting, später als Restaurator an der Glyptothek (München). Er wurde Mitarbeiter des Bildhauers und Restaurators Silvano Bertolin und nahm Teil an Restaurierungsarbeiten antiker Marmorwerke im Archäologischen Museum Samos, im Nationalmuseum Rom und im Castello Aragonese bei Neapel. Unter anderem restaurierte er in Bertolins Team die Igeler Säule in Trier und die Giebelfiguren der Propyläen (München).
1989–1995 ließ er sich in elektronischer Bildbearbeitung ausbilden, nahm am Kunstfestival Ars Electronica in Linz teil und stellte seine Werke in der Galerie Art 54 in Soho New York aus.
Ende der 90er Jahre fand er wieder zurück zur Bildhauerei und schuf den Marmorzyklus Fragmente.
Er arbeitet als freischaffender bildender Künstler und Dozent für Bildhauerei und Digitale Kunst und leitet Kreativkurse für Kinder und Erwachsene. Geo Goidaci ist Mitglied des Bundesverbandes Bildender Künstlerinnen und Künstler und des Paul Klinger Künstlersozialwerkes.

## Ausstellungen (Auswahl)
- 1990 Prix Arts Electronica, Linz
- 1991–1992 Budapest
- 1992 Brückenforum, Bonn
- 1993 Lichtenberger Congress Center, Berlin
- 1994 Galerie Art Addiction, Stockholm
- 1994 Sonderaussteller auf der CeBIT, Hannover
- 1995 Galerie ART 54, New York
- 1997 Galerie Kontraste, Düsseldorf
- 1999 Galerie Am Eichholz, Murnau
- 2001 Alcaest, Cita di Castello Italien
- 2003 Gioi, Salerno Italien
- 2003 Atezart Galerie, Avignon
- 2005 Rumänisches Kulturinstitut Nicolae Iorga, Venedig
- 2006 Galerie Burger, München
- 2007 President Galerie, Mangalia Rumänien
- 2009 Rotary Kunstsalon, Dorfen Erding
- 2009 ANDERART Festival, München
- 2009 Galerie des Rumänischen Generalkonsulats, München
- 2010 Galerie Dialog, Bukarest
- 2010 KÜLTÜREN 8, München
- 2011 Galerie RADUART, Fürstenfeldbruck

## Teilnahme an Künstlersymposien
- 1979 Bildhauersymposium Magura-Buzau, Rumänien
- 1981 Bildhauersymposium Casoaia, Arad, Rumänien
- 1983 Bildhauersymposium Deta, Rumänien
- 1991/93/94 Internationales Designsymposium Zsenye, Ungarn
- 1992 Künstlersymposium Lazarea, Rumänien
- 1999 Künstlersymposium Torre Strozzi, Perugia, Italien
- 2003 Kulturtage Gioi, Salerno, Italien
- 2005 Bildhauersymposium der Galerie Feder, Murnau, Bayern
- 2012 Germeringer Werktage, Germering

## Werke

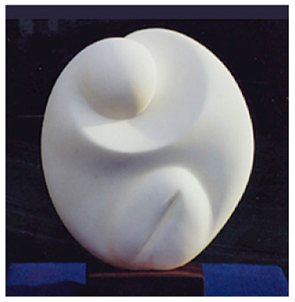
Gemini
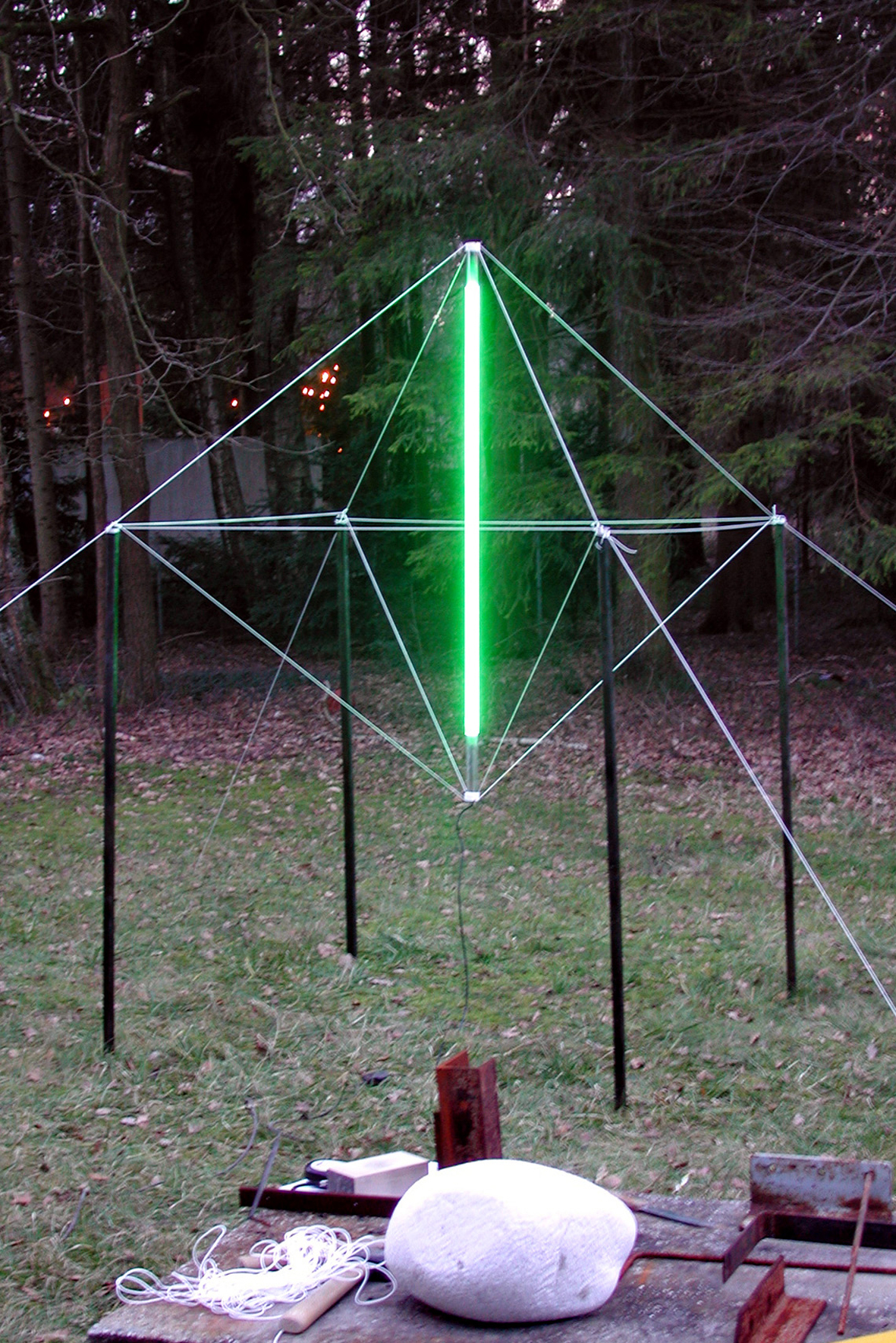
Terra
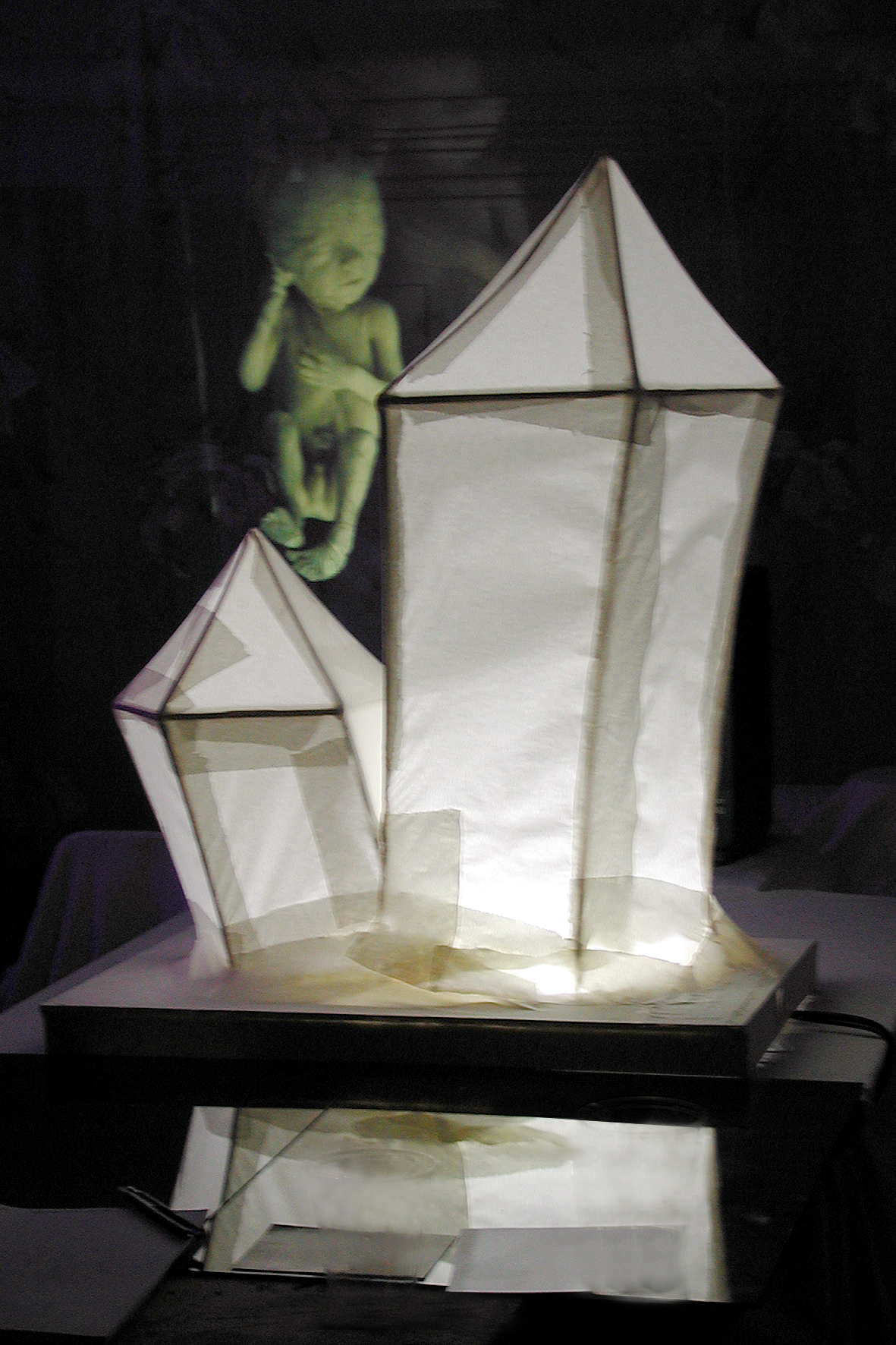
Traum
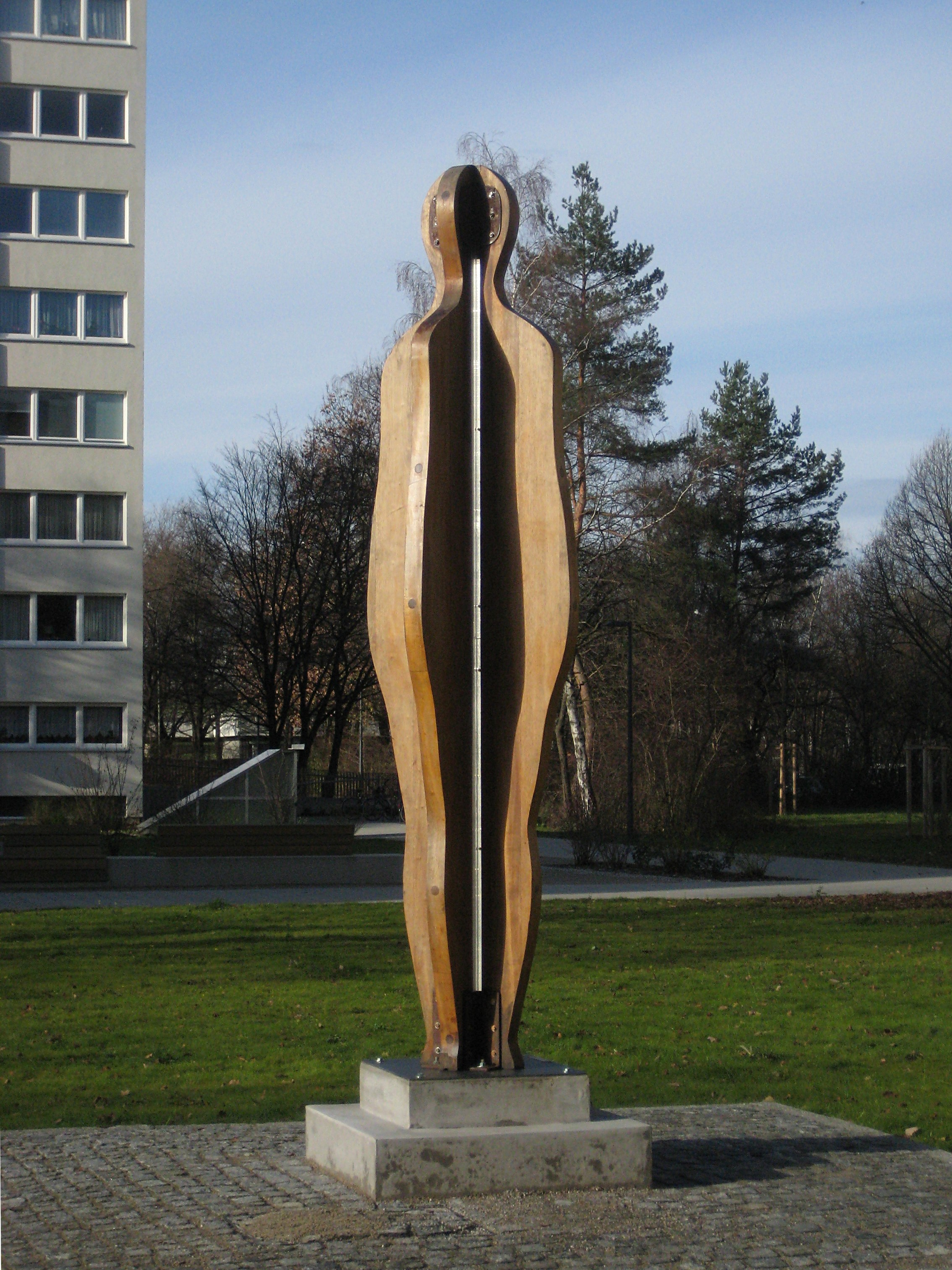
Lichtmensch
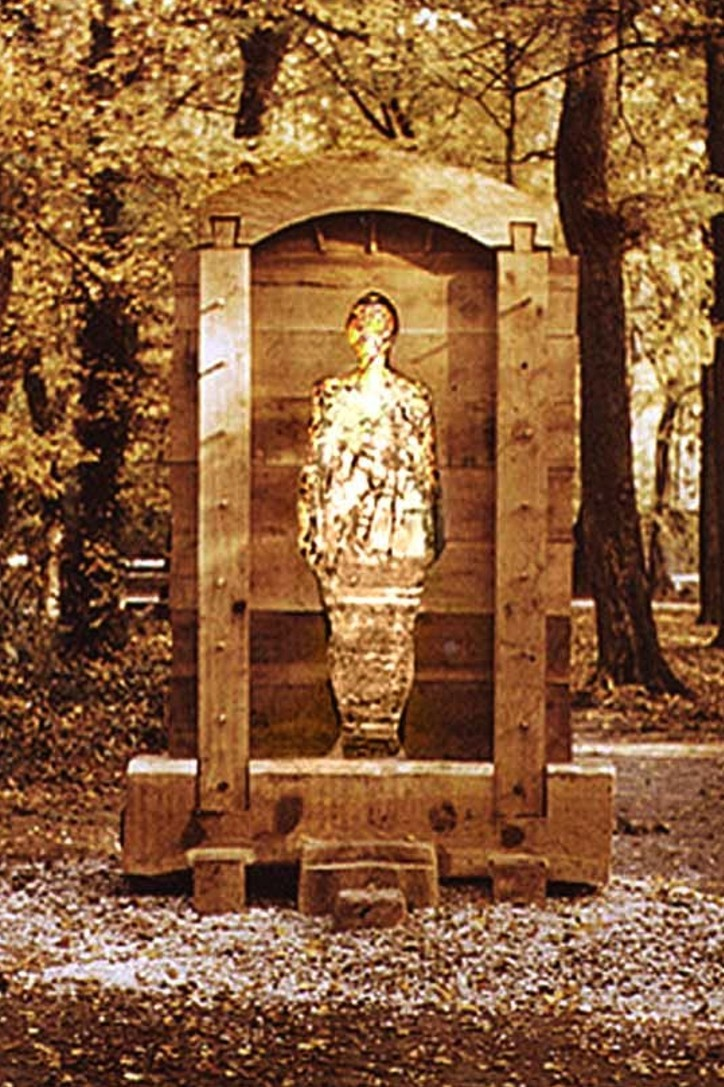
Die Schwelle
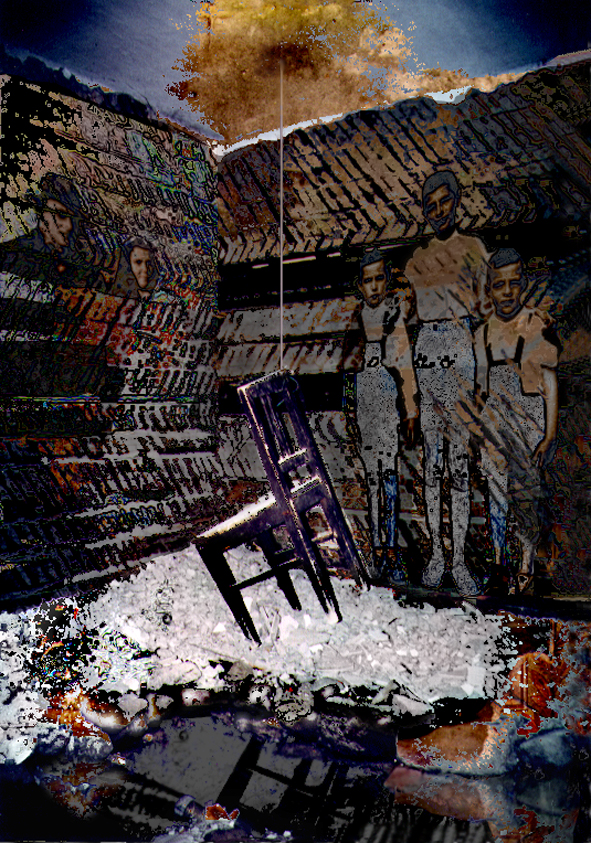
Der Stuhl

## Werk
Das Werk umfasst eine große Zeitspanne mit verschiedenen Entwicklungsstufen, von der akademisch-figurativen bis zur symbolisch-abstrakten der neueren Arbeiten. Das betrifft auch die Technik: von der handwerklichen Bearbeitung von Holz oder Stein bis hin zur Digitalkunst. Goidaci spannt eine Brücke zwischen zwei Welten und Kulturen.
Sein Werk beschreibt die sinnliche Verkörperung der Transition, des Übergangs, wie in seinem Zyklus Fragmente. Der Kern seiner Botschaft ist das Licht als Symbol und Medium (Lichtmensch und Terra). Die negativen Formen erhalten eine positive Wirkung (Die Schwelle, Lichtmensch 1) Sein Credo ist die reinigende und heilende Kraft der Kunst. Sie soll dem Menschen eine höhere Perspektive bieten und die Seele heilen, wobei diese Kraft aus der Harmonie, Schönheit und nicht zuletzt aus der schöpferischen Kraft des Künstlers kommt.

## Auszeichnungen
- Ehrennadel Amie de L'Europe
- Ehrenbürger der Gemeinde Gioi, Italien